# Феллери
Феллери́ (фр. Felleries) — коммуна во Франции, регион О-де-Франс, департамент Нор, кантон Фурми.
Население (2017) — 1 420 человек.